# Hugues de Fenouillet
Hugues de Fenouillet ou de Saissac, dernier vicomte de Fenouillet (vers 1240 – † 1261 à Valence?), est un vicomte de Fenouillèdes, de 1255 à 1261. Il était fils de Pierre V vicomte de Fenouillèdes et de Geraude de Calders. 

## Biographie
Il succède à son père en 1255 et entre en possession de la vicomté en 1258, jusqu'alors contrôlée par Pompran, viguier du roi Jacques Ier d'Aragon. Cependant, en mai 1258, le traité de Corbeil entre l'Aragon et la France entérine la cession de la vicomté au roi de France. En juillet 1259, en compagnie de son écuyer Bérenger du Vivier, il restitue officiellement les dimes du Fenouillèdes devant l'archevêque de Narbonne et est absous de l'excommunication qu'il encourrait. Il semble qu'Hugues soit tout de même légalement dépossédé de la vicomté sous prétexte des crimes d'hérésie de son père Pierre V, ou des siens propres. Le vicomte décède, à Valence selon certains auteurs, avant le 19 décembre 1261, date où sa veuve Béatrice d'Urs mène un procès face à l'Inquisition au nom de son fils Pierre encore enfant, afin de récupérer l'héritage d'Hugues.

## Mariage et descendance
Il est marié avec Béatrice d'Urs, ils ont ensemble : Pierre VI de Fenouillet seigneur puis vicomte d'Ille-sur-Têt en 1314, Bertrand de Fenouillet et Blanche.